# Ястрибиха
Ястрибиха (рос. Ястрибиха) — село в Хвастовицькому районі Калузької області Російської Федерації.
Населення становить 0 осіб. Входить до складу муніципального утворення Село Воткино.

## Історія
Від 2004 року входить до складу муніципального утворення Село Воткино

## Населення
| 2002 | 2010 |
| ---- | ---- |
| 3    | ↘0   |